# Grit Breuer
Grit Breuer (Röbel an der Müritz, 1972. február 16. –) világbajnok német atléta.

## Pályafutása
1988-ban már részt vett az olimpiai játékokon. Egyedül a négyszer négyszázas váltóversenyen szerepelt, itt azonban bronzéremhez segítette a kelet-német váltót; Breuer nem kapott érmet, mivel csak az elődöntőben szerepelt, a döntőben Sabine Busch futott helyette.
1991-ben előbb aranyérmet nyert a fedett pályás világbajnokságon négyszer négyszázon, majd ugyanezen a távon bronzérmes volt a tokiói világbajnokságon. Utóbbi tornán egy ezüstérmet is szerzett egyéniben, négyszázon.
Nem sokkal az 1992-es barcelonai olimpia előtt nála és edzőtársánál, Katrin Krabbenél klenbuterolt találták egy vizelet-próba vizsgálat alatt. A Német Könnyűatlétikai Szövetség mindkettejüket egy év eltiltással sújtotta, ezt azonban - sportszerűtlen magatartásra hivatkozva - a Nemzetközi Atlétikai Szövetség (IAAF) további két évvel, 1995-ig meghosszabbította. Breuer az ítéletet tudomásul vette és 1995-ben visszatért a versenysportba.
1996-ban két versenyszámban is elindult az atlantai olimpiai játékokon. Négyszázon eljutott az döntőig, ott azonban utolsóként, a nyolcadik helyen zárt. A német váltóval, 1988 után újfent részt vett a négyszer négyszázas számban. Uta Rohländer, Linda Kisabaka és Anja Rücker társaként harmadikként zárta a döntőt, amivel megszerezte pályafutása egyetlen olimpiai érmét.
1997-ben az athéni világbajnokságon aranyérmet nyert a német váltó tagjaként, majd 1999-ben, Sevilla-bal bronz-, 2001-ben, Edmontonban pedig ezüstérmesként zárt ezen a távon.
2004-ben még tagja volt a német váltónak az athéni olimpián, ekkor azonban már nem ért el jelentősebb eredményt.

## Egyéni legjobbjai
- 100 méteres síkfutás - 11,13 s (1990)
- 200 méteres síkfutás - 22,45 s (1991)
- 400 méteres síkfutás - 49,42 s (1991)